# Rainbow I Love You
Rainbow I Love You is een Engels liedje van het Belgische collectief New Inspiration uit 1969.
In 1972 verscheen het nummer op de LP New Inspiration.
De B-kant van de single was het nummer But Anyway

## Meewerkende artiesten
- Producers: 
  - Jack Verdonck
  - Jan Verdonck

## Hitnoteringen

### Nederlandse Top 40
| Hitnotering: week 8 en 9 in 1971 | Hitnotering: week 8 en 9 in 1971 | Hitnotering: week 8 en 9 in 1971 | Hitnotering: week 8 en 9 in 1971 |
| Week:                            | 1                                | 2                                |                                  |
| -------------------------------- | -------------------------------- | -------------------------------- | -------------------------------- |
| Positie:                         | 31                               | 40                               | uit                              |

### BelgischeBRT Top 30
Het plaatje werd van de eerste plaats afgehouden door My Sweet Lord van George Harrison.
| Hitnotering: 19-12-1970 t/m 19-3-1971 | Hitnotering: 19-12-1970 t/m 19-3-1971 | Hitnotering: 19-12-1970 t/m 19-3-1971 | Hitnotering: 19-12-1970 t/m 19-3-1971 | Hitnotering: 19-12-1970 t/m 19-3-1971 | Hitnotering: 19-12-1970 t/m 19-3-1971 | Hitnotering: 19-12-1970 t/m 19-3-1971 | Hitnotering: 19-12-1970 t/m 19-3-1971 | Hitnotering: 19-12-1970 t/m 19-3-1971 | Hitnotering: 19-12-1970 t/m 19-3-1971 | Hitnotering: 19-12-1970 t/m 19-3-1971 | Hitnotering: 19-12-1970 t/m 19-3-1971 | Hitnotering: 19-12-1970 t/m 19-3-1971 | Hitnotering: 19-12-1970 t/m 19-3-1971 | Hitnotering: 19-12-1970 t/m 19-3-1971 |
| Week:                                 | 1                                     | 2                                     | 3                                     | 4                                     | 5                                     | 6                                     | 7                                     | 8                                     | 9                                     | 10                                    | 11                                    | 12                                    | 13                                    |                                       |
| ------------------------------------- | ------------------------------------- | ------------------------------------- | ------------------------------------- | ------------------------------------- | ------------------------------------- | ------------------------------------- | ------------------------------------- | ------------------------------------- | ------------------------------------- | ------------------------------------- | ------------------------------------- | ------------------------------------- | ------------------------------------- | ------------------------------------- |
| Positie:                              | 27                                    | 9                                     | 5                                     | 5                                     | 4                                     | 2                                     | 2                                     | 4                                     | 6                                     | 8                                     | 11                                    | 13                                    | 24                                    | uit                                   |